# نهر دفينا
نهر دفينا (لاتيفية) أو Western Dvina ((بالروسية: Западная Двина́ (Zapadnaya Dvina))‏ هو اسم نهرين في أوروبا الشرقية يسمّى أحدهما دفينا الغربي أو دوغافا، وينبع هذا النهر من غرب موسكو في روسيا، ويصب في خليج ريغا الواقع عند منطقة ريغا في لاتفيا، ويبلغ طول هذا النهر 1,019كم. ويُدعى النهر الآخر دفينا الشمالي، ويُعَدُّ ممرًا مائيًا مهمًا في الجزء الشمالي الغربي من روسيا. ويتكون نهر دفينا الشمالي من مرحلتين نهريتين، هما نهرا سوخونا وفيشيغدا، ويبلغ طول نهر دفينا الشمالي حوالي 732 كم، ويصب في البحر الأبيض عند ميناء آركينجل. وتسافر بعض القوارب البخارية على مياه دفينا الشمالي. وتربط قناة دفينا الشمالية هذا النهر بنهري نيفا والفولجا.